# Лука (Стон)
Лука је насељено место у саставу општине Стон, Дубровачко-неретванска жупанија, Република Хрватска.

## Географски положај
Лука се налази на полуострву Пељешцу у Малостонском заливу, ван главног пута који повезује места на Пељешцу од Стона до Ловишта.
Становници Луке се баве узгајањем шкољки: острига и дагњи те риболовом и пољопривредом, а у мањој мери и туризмом у кућној радиности.

## Историја
До територијалне реорганизације у Хрватској налазила се у саставу старе општине Дубровник.

## Становништво
На попису становништва 2011. године, Лука је имала 153 становника.
| Број становника по пописима | Број становника по пописима | Број становника по пописима | Број становника по пописима | Број становника по пописима | Број становника по пописима | Број становника по пописима | Број становника по пописима | Број становника по пописима | Број становника по пописима | Број становника по пописима | Број становника по пописима | Број становника по пописима | Број становника по пописима | Број становника по пописима | Број становника по пописима |
| --------------------------- | --------------------------- | --------------------------- | --------------------------- | --------------------------- | --------------------------- | --------------------------- | --------------------------- | --------------------------- | --------------------------- | --------------------------- | --------------------------- | --------------------------- | --------------------------- | --------------------------- | --------------------------- |
| 1857                        | 1869                        | 1880                        | 1890                        | 1900                        | 1910                        | 1921                        | 1931                        | 1948                        | 1953                        | 1961                        | 1971                        | 1981                        | 1991                        | 2001                        | 2011                        |
| 0                           | 0                           | 160                         | 186                         | 218                         | 233                         | 209                         | 220                         | 242                         | 238                         | 221                         | 200                         | 182                         | 159                         | 161                         | 153                         |

Напомена: У 1857. и 1869. подаци су садржани у насељу Ходиље.

### Попис1991.
На попису становништва 1991. године, насељено место Лука је имало 159 становника, следећег националног састава:
| Попис 1991.‍  | Попис 1991.‍  | Попис 1991.‍ | Попис 1991.‍ | Попис 1991.‍ |
| ------------ | ------------ | ----------- | ----------- | ----------- |
|              |              |             |             |             |
| Хрвати       | Хрвати       |             | 153         | 96,22%      |
| Муслимани    | Муслимани    |             | 4           | 2,51%       |
| Срби         | Срби         |             | 1           | 0,62%       |
| неопредељени | неопредељени |             | 1           | 0,62%       |
| укупно: 159  |              |             |             |             |